# Fodbold i Spanien 2016-17
Spansk fodbold i 2016-17 er den 115. sæson med konkurrencefodbold i Spanien.

## Op- og nedrykning

### Præ-sæson
| Liga                       | Oprykning til liga | Nedrykning fra liga |
| -------------------------- | --- | --- |
| La Liga                    | - Alavés - Leganés - Osasuna | - Rayo Vallecano - Getafe - Levante |
| Segunda División           | - UCAM Murcia - Reus - Cádiz - Sevilla Atlético | - Ponferradina - Llagostera - Albacete - Bilbao Athletic |
| Segunda División B         | - At. Mancha Real - At. Sanluqueño - Boiro - Caudal - Córdoba B - El Ejido - Extremadura - Gavà - Mallorca B - Mutilvera - Navalcarnero - Osasuna B - Palencia - Prat - Saguntino - SS Reyes - San Fernando - Zamudio | - Almería B - Algeciras - Atlético Astorga - Cacereño - Compostela - Getafe B - Guadalajara - Huracán Valencia - Llosetense - Olímpic - Olot - Peña Sport - Pobla de Mafumet - Portugalete - Real Betis B - San Roque de Lepe - Sporting Gijón B - Talavera de la Reina |
| Primera División (kvinder) | - Oviedo Moderno - Collerense | - Real Betis - Tacuense |

## Landshold

### Spaniens landshold

#### Resultater og kampe

##### 2016
| 1. september 2016 Venskabskamp | Belgien | 0–2    | Spanien               | Bruxelles, Belgien                                                                 |
| 20:45 CEST (UTC+02:00)         |         | Report | Silva 34', 62' (str.) | Stadion: King Baudouin Stadium Tilskuere: 28,000 Dommer: Benoît Bastien (Frankrig) |

| 5. september 2016 2018 FIFA World Cup Q | Spanien                                                                        | 8–0     | Liechtenstein | León, Spain                                                                      |
| 20:45 CEST (UTC+02:00)                  | Costa 10', 66' · Roberto 55' · Silva 59', 90+1' · Vitolo 60' · Morata 82', 83' | Rapport |               | Stadion: Estadio Reino de León Tilskuere: 12,139 Dommer: Simon Lee Evans (Wales) |

| 6. oktober 2016 2018 FIFA World Cup Q | Italien             | 1–1     | Spanien    | Torino, Italien                                                            |
| 20:45 CEST (UTC+02:00)                | De Rossi 82' (str.) | Rapport | Vitolo 55' | Stadion: Juventus Stadium Tilskuere: 38,470 Dommer: Felix Brych (Tyskland) |

| 9. oktober 2016 2018 FIFA World Cup Q | Albanien | 0–2     | Spanien                  | Shkodër, Albanien                                                            |
| 20:45 CEST (UTC+02:00)                |          | Rapport | - Costa 55' - Nolito 63' | Stadion: Loro Boriçi Stadium Tilskuere: 15.245 Dommer: Bas Nijhuis (Holland) |

| 12. november 2016 2018 FIFA World Cup Q | Spanien                                                     | 4–0     | Nordmakedonien | Granada, Spanien                                                    |
| 20:45 CET (UTC+01:00)                   | Velkovski 34' (sm.) · Vitolo 63' · Monreal 84' · Aduriz 85' | Rapport |                | Stadion: Estadio Los Cármenes Dommer: Robert Schörgenhofer (Østrig) |

| 15. november 2016 Venskabskamp | England                       | 2–2    | Spanien                | London, England                                                      |
| 21:00 CET (UTC+01:00)          | Lallana 9' (str.) · Vardy 48' | Report | Aspas 89' · Isco 90+6' | Stadion: Wembley Stadium Tilskuere: 83.716 Dommer: Ovidiu Hațegan () |

##### 2017
| 24. marts 2017 2018 FIFA World Cup Q | Spanien                                         | 4–1                         | Israel       | El Molinón, Gijón                                  |
| 20:45 (20:45 UTC+1)                  | Silva 13' · Vitolo 45+1' · Costa 51' · Isco 88' | Report (FIFA) Report (UEFA) | Refaelov 76' | Tilskuere: 20,321 Dommer: Michael Oliver (England) |

| 28. marts 2017 Friendly | Frankrig | 0–2           | Spanien                         | Stade de France, Paris         |
| 20:45 (20:45 UTC+2)     |          | Report (UEFA) | Silva 68' (str.) · Deulofeu 77' | Dommer: Felix Zwayer (Germany) |

| 7. juni 2017 Venskabskamp | Spanien                | 2–2               | Colombia                 | Estadio Nueva Condomina, Murcia   |
| 20:30 (20:30 UTC+2)       | Silva 22' · Morata 87' | Report (Goal.com) | Cardona 39' · Falcao 55' | Dommer: Slavko Vinčić (Slovenien) |

| 11. juni 2017 2018 FIFA World Cup Q | Nordmakedonien | 1–2                         | Spanien               | Philip II Arena, Skopje   |
| 20:45 (20:45 UTC+2)                 | Ristovski 66'  | Report (FIFA) Report (UEFA) | Silva 15' · Costa 27' | Dommer: Paweł Gil (Polen) |

#### Trænerændringer
| Afgående træner    | Årsag til afgang | Dato for afgang | Tiltrædende træner | Dato for tiltrædelse |
| ------------------ | ---------------- | --------------- | ------------------ | -------------------- |
| Vicente del Bosque | Pension          | 30. juni 2016   | Julen Lopetegui    | 21. juli 2016        |

##### Kvalifikation til VM i fodbold 2018, UEFA - gruppe G
| Pos | Hold           | K  | V | U | T  | M+ | M- | MF  | P  | Kvalifikation                         |     |     |     |     |     |     |     |
| --- | -------------- | -- | - | - | -- | -- | -- | --- | -- | ------------------------------------- | --- | --- | --- | --- | --- | --- | --- |
| 1   | Spanien        | 10 | 9 | 1 | 0  | 36 | 3  | +33 | 28 | Kvalifikation til FIFA World Cup 2018 |     | —   | 3–0 | 3–0 | 4–1 | 4–0 | 8–0 |
| 2   | Italien        | 10 | 7 | 2 | 1  | 21 | 8  | +13 | 23 | Mulig playoff                         |     | 1–1 | —   | 2–0 | 1–0 | 1–1 | 5–0 |
| 3   | Albanien       | 10 | 4 | 1 | 5  | 10 | 13 | −3  | 13 |                                       |     | 0–2 | 0–1 | —   | 0–3 | 2–1 | 2–0 |
| 4   | Israel         | 10 | 4 | 0 | 6  | 10 | 15 | −5  | 12 |                                       | 0–1 | 1–3 | 0–3 | —   | 0–1 | 2–1 |     |
| 5   | Nordmakedonien | 10 | 3 | 2 | 5  | 15 | 15 | 0   | 11 |                                       | 1–2 | 2–3 | 1–1 | 1–2 | —   | 4–0 |     |
| 6   | Liechtenstein  | 10 | 0 | 0 | 10 | 1  | 39 | −38 | 0  |                                       | 0–8 | 0–4 | 0–2 | 0–1 | 0–3 | —   |     |

Skabelon:2018 FIFA World Cup qualification tiebreakers

### Spaniens kvindefodboldlandshold

#### Results and fixtures

##### 2016
| 15. september 2016 2017 EC Q | Spanien | 13–0   | Montenegro | Las Rozas de Madrid                                    |
| 19:00                        | Boquete 2', 7', 45', 46' · Bermúdez 10', 20', 23', 52', 90+3' · Sampedro 16' · Corredera 25' · Losada 74' · Putellas 80' | Report |            | Stadion: La Ciudad del Fútbol Dommer: Zuzana Valentová |

| 20. september 2016 2017 EC Q | Spanien                                                                      | 5–0    | Finland | Leganés                                                     |
| 19:00                        | Torrejón 28' · Paredes 66' (str.), 82' · Sampedro 88' (str.) · Hermoso 90+1' | Report |         | Stadion: Butarque Tilskuere: 5,100 Dommer: Monika Mularczyk |

| 25. oktober 2016 Friendly | Spanien      | 1–2 | England                           | Guadalajara                                                                  |
| 18:00                     | Torrejón 19' |     | Torrejón 14' (sm.) · Houghton 17' | Stadion: Estadio Pedro Escartín Tilskuere: 3,000 Dommer: Elia María Martínez |

| 26. november 2016 Friendly | Frankrig      | 1–0    | Spanien | Le Mans                                                 |
| 21:00                      | Le Sommer 54' | Report |         | Stadion: MMArena Tilskuere: 11,521 Dommer: Gyöngyi Gaál |

##### 2017
| 1. marts 2017 2017 Algarve Cup | Japan        | 1–2     | Spanien                      | Parchal                                                           |
| 14:45                          | Yokoyama 81' | Rapport | Meseguer 59' · O. García 72' | Stadion: Bela Vista Municipal Stadium Dommer: Edina Alves Batista |

| 3. marts 2017 2017 Algarve Cup | Spanien                                              | 3–0     | Norge | Faro/Loulé                                       |
| 18:30                          | Thorisdottir 25' (sm.) · Hermoso 39' · O. García 42' | Rapport |       | Stadion: Estádio Algarve Dommer: Laura Fortunato |

| 6. marts 2017 2017 Algarve Cup | Island | 0–0     | Spanien | Vila Real de Santo António                             |
| 14:45                          |        | Rapport |         | Stadion: VRSA Sports Complex Dommer: Mukansanga Salima |

| 8. marts 2017 2017 Algarve Cup | Spanien    | 1–0     | Canada | Faro/Loulé                                         |
| 18:30                          | Ouahabi 4' | Rapport |        | Stadion: Estádio Algarve Dommer: Yoshimi Yamashita |

| 8. april 2017 Friendly | Belgien    | 1–4 | Spanien                                          | Eupen                                               |
| 15:00                  | Cayman 71' |     | Losada 34' · Vilas 42' · Hermoso 75' (str.), 79' | Stadion: Kehrwegstadion Dommer: Solen Dallongeville |

| 19. juli 2017 2017 EC GS | Spanien                   | 2–0     | Portugal | Doetinchem                                                       |
| 18:00                    | Losada 23' · Sampedro 42' | Rapport |          | Stadion: De Vijverberg Tilskuere: 3,100 Dommer: Pernilla Larsson |

| 23. juli 2017 2017 EC GS | England               | 2–0     | Spanien | Breda                                                                 |
| 20:45                    | Kirby 2' · Taylor 85' | Rapport |         | Stadion: Rat Verlegh Stadion Tilskuere: 4,879 Dommer: Carina Vitulano |

| 27. juli 2017 2017 EC GS | Skotland | 1–0     | Spanien | Deventer                                                         |
| 20:45                    | Weir 42' | Rapport |         | Stadion: De Adelaarshorst Tilskuere: 4,840 Dommer: Jana Adámková |

| 30. juli 2017 2017 EC QF                     | Østrig | 0–0 (5–3 s)                        | Spanien | Tilburg                                                                       |
| 18:00                                        |        | Rapport                            |         | Stadion: Koning Willem II Stadion Tilskuere: 3,488 Dommer: Stéphanie Frappart |
|                                              |        | Straffespark                       |         |                                                                               |
| Feiersinger Burger Aschauer Pinther Puntigam |        | García Sampedro Meseguer Corredera |         |                                                                               |

## FIFA-turneringen

### FIFA Club World Cup 2016

#### Semifinaler
| 15. december 2016 19:30 |

| América | 0–2     | Real Madrid                     |
| ------- | ------- | ------------------------------- |
|         | Rapport | Benzema 45+2' · Ronaldo 90+3' · |

| International Stadium Yokohama, Yokohama Tilskuere: 50.117 Dommer: Enrique Cáceres (Paraguay) |

#### Finale
2016 FIFA Club World Cup Final

## UEFA-turneringen

### UEFA Champions League

#### Playoffrunde
| Hold 1     | Samlet | Hold 2 | 1. kamp | 2. kamp |
| ---------- | ------ | ------ | ------- | ------- |
| Villarreal | 1–3    | Monaco | 1–2     | 0–1     |

#### Gruppespil

##### Gruppe C
| Pos | Hold                     | K | V | U | T | M+ | M- | MF  | P  | Kvalifikation                |  | BAR | MC  | MGL | CEL |
| --- | ------------------------ | - | - | - | - | -- | -- | --- | -- | ---------------------------- |  | --- | --- | --- | --- |
| 1   | Barcelona                | 6 | 5 | 0 | 1 | 20 | 4  | +16 | 15 | Går videre til slutspillet   |  | —   | 4–0 | 4–0 | 7–0 |
| 2   | Manchester City          | 6 | 2 | 3 | 1 | 12 | 10 | +2  | 9  | Går videre til slutspillet   |  | 3–1 | —   | 4–0 | 1–1 |
| 3   | Borussia Mönchengladbach | 6 | 1 | 2 | 3 | 5  | 12 | −7  | 5  | Går videre til Europa League |  | 1–2 | 1–1 | —   | 1–1 |
| 4   | Celtic                   | 6 | 0 | 3 | 3 | 5  | 16 | −11 | 3  |                              |  | 0–2 | 3–3 | 0–2 | —   |

##### Gruppe D
| Pos | Hold            | K | V | U | T | M+ | M- | MF | P  | Kvalifikation                |  | ATL | BAY | ROS | PSV |
| --- | --------------- | - | - | - | - | -- | -- | -- | -- | ---------------------------- |  | --- | --- | --- | --- |
| 1   | Atlético Madrid | 6 | 5 | 0 | 1 | 7  | 2  | +5 | 15 | Går videre til slutspillet   |  | —   | 1–0 | 2–1 | 2–0 |
| 2   | Bayern München  | 6 | 4 | 0 | 2 | 14 | 6  | +8 | 12 | Går videre til slutspillet   |  | 1–0 | —   | 5–0 | 4–1 |
| 3   | Rostov          | 6 | 1 | 2 | 3 | 6  | 12 | −6 | 5  | Går videre til Europa League |  | 0–1 | 3–2 | —   | 2–2 |
| 4   | PSV Eindhoven   | 6 | 0 | 2 | 4 | 4  | 11 | −7 | 2  |                              |  | 0–1 | 1–2 | 0–0 | —   |

##### Gruppe F
| Pos | Hold              | K | V | U | T | M+ | M- | MF  | P  | Kvalifikation                |  | DOR | RM  | LEG | SCP |
| --- | ----------------- | - | - | - | - | -- | -- | --- | -- | ---------------------------- |  | --- | --- | --- | --- |
| 1   | Borussia Dortmund | 6 | 4 | 2 | 0 | 21 | 9  | +12 | 14 | Går videre til slutspillet   |  | —   | 2–2 | 8–4 | 1–0 |
| 2   | Real Madrid       | 6 | 3 | 3 | 0 | 16 | 10 | +6  | 12 | Går videre til slutspillet   |  | 2–2 | —   | 5–1 | 2–1 |
| 3   | Legia Warszawa    | 6 | 1 | 1 | 4 | 9  | 24 | −15 | 4  | Går videre til Europa League |  | 0–6 | 3–3 | —   | 1–0 |
| 4   | Sporting CP       | 6 | 1 | 0 | 5 | 5  | 8  | −3  | 3  |                              |  | 1–2 | 1–2 | 2–0 | —   |

##### Gruppe H
| Pos | Hold          | K | V | U | T | M+ | M- | MF  | P  | Kvalifikation                |  | JUV | SEV | OL  | DZ  |
| --- | ------------- | - | - | - | - | -- | -- | --- | -- | ---------------------------- |  | --- | --- | --- | --- |
| 1   | Juventus      | 6 | 4 | 2 | 0 | 11 | 2  | +9  | 14 | Går videre til slutspillet   |  | —   | 0–0 | 1–1 | 2–0 |
| 2   | Sevilla       | 6 | 3 | 2 | 1 | 7  | 3  | +4  | 11 | Går videre til slutspillet   |  | 1–3 | —   | 1–0 | 4–0 |
| 3   | Lyon          | 6 | 2 | 2 | 2 | 5  | 3  | +2  | 8  | Går videre til Europa League |  | 0–1 | 0–0 | —   | 3–0 |
| 4   | Dinamo Zagreb | 6 | 0 | 0 | 6 | 0  | 15 | −15 | 0  |                              |  | 0–4 | 0–1 | 0–1 | —   |

#### Knockout phase

##### Round of 16
| Hold 1              | Samlet | Hold 2          | 1. kamp | 2. kamp |
| ------------------- | ------ | --------------- | ------- | ------- |
| Real Madrid         | 6–2    | Napoli          | 3–1     | 3–1     |
| Bayer Leverkusen    | 2–4    | Atlético Madrid | 2–4     | 0–0     |
| Paris Saint-Germain | 5–6    | Barcelona       | 4–0     | 1–6     |
| Sevilla             | 2–3    | Leicester City  | 2–1     | 0–2     |

##### Kvartfinaler
| Hold 1          | Samlet | Hold 2         | 1. kamp | 2. kamp   |
| --------------- | ------ | -------------- | ------- | --------- |
| Atlético Madrid | 2–1    | Leicester City | 1–0     | 1–1       |
| Bayern Munich   | 3–6    | Real Madrid    | 1–2     | 2–4 (efs) |
| Juventus        | 3–0    | Barcelona      | 3–0     | 0–0       |

##### Semifinaler
| Hold 1      | Samlet | Hold 2          | 1. kamp | 2. kamp |
| ----------- | ------ | --------------- | ------- | ------- |
| Real Madrid | 4–2    | Atlético Madrid | 3–0     | 1–2     |

##### Finale
Finalen blev spillet den 3. juni 2017 på Millennium Stadium i Cardiff, Wales. The "home" team (for administrative purposes) was determined by an additional draw held after the semi-final draw.
| 3. juni 2017 20:45 CEST |

| Juventus      | 1–4     | Real Madrid                                     |
| ------------- | ------- | ----------------------------------------------- |
| Mandžukić 27' | Rapport | 20', 64' Ronaldo · 61' Casemiro · 90' Asensio · |

| Millennium Stadium, Cardiff Tilskuere: 65.842 Dommer: Felix Brych (Tyskland) |

### 2016–17 UEFA Europa League

#### Gruppespil

##### Gruppe F
| Pos | Hold            | K | V | U | T | M+ | M- | MF | P  | Kvalifikation              |     | GNK | ATH | RWI | SAS |
| --- | --------------- | - | - | - | - | -- | -- | -- | -- | -------------------------- | --- | --- | --- | --- | --- |
| 1   | Genk            | 6 | 4 | 0 | 2 | 13 | 9  | +4 | 12 | Går videre til slutspillet |     | —   | 2–0 | 1–0 | 3–1 |
| 2   | Athletic Bilbao | 6 | 3 | 1 | 2 | 10 | 11 | −1 | 10 | Går videre til slutspillet |     | 5–3 | —   | 1–0 | 3–2 |
| 3   | Rapid Wien      | 6 | 1 | 3 | 2 | 10 | 10 | 0  | 6  |                            |     | 3–2 | 1–1 | —   | 1–1 |
| 4   | Sassuolo        | 6 | 1 | 2 | 3 | 6  | 9  | −3 | 5  |                            | 0–2 | 3–0 | 2–2 | —   |     |

##### Gruppe G
| Pos | Hold           | K | V | U | T | M+ | M- | MF  | P  | Kvalifikation              |     | AJX | CEL | STA | PAT |
| --- | -------------- | - | - | - | - | -- | -- | --- | -- | -------------------------- | --- | --- | --- | --- | --- |
| 1   | Ajax (A)       | 6 | 4 | 2 | 0 | 11 | 6  | +5  | 14 | Går videre til slutspillet |     | —   | 3–2 | 1–0 | 2–0 |
| 2   | Celta Vigo     | 6 | 2 | 3 | 1 | 10 | 7  | +3  | 9  | Går videre til slutspillet |     | 2–2 | —   | 1–1 | 2–0 |
| 3   | Standard Liège | 6 | 1 | 4 | 1 | 9  | 6  | +3  | 7  |                            |     | 1–1 | 1–1 | —   | 2–2 |
| 4   | Panathinaikos  | 6 | 0 | 1 | 5 | 3  | 13 | −10 | 1  |                            | 1–2 | 0–2 | 0–3 | —   |     |

##### Group L
| Pos | Hold            | K | V | U | T | M+ | M- | MF | P  | Kvalifikation              |     | OSM | VIL | ZUR | STE |
| --- | --------------- | - | - | - | - | -- | -- | -- | -- | -------------------------- | --- | --- | --- | --- | --- |
| 1   | Osmanlıspor     | 6 | 3 | 1 | 2 | 10 | 7  | +3 | 10 | Går videre til slutspillet |     | —   | 2–2 | 2–0 | 2–0 |
| 2   | Villarreal      | 6 | 2 | 3 | 1 | 9  | 8  | +1 | 9  | Går videre til slutspillet |     | 1–2 | —   | 2–1 | 2–1 |
| 3   | Zürich          | 6 | 1 | 3 | 2 | 5  | 7  | −2 | 6  |                            |     | 2–1 | 1–1 | —   | 0–0 |
| 4   | Steaua Bukarest | 6 | 1 | 3 | 2 | 5  | 7  | −2 | 6  |                            | 2–1 | 1–1 | 1–1 | —   |     |

#### Slutspil

##### Sekstendendelsfinaler
| Hold 1          | Samlet | Hold 2           | 1. kamp | 2. kamp   |
| --------------- | ------ | ---------------- | ------- | --------- |
| Athletic Bilbao | 3–4    | APOEL            | 3–2     | 0–2       |
| Villarreal      | 1–4    | Roma             | 0–4     | 1–0       |
| Celta Vigo      | 2–1    | Shakhtar Donetsk | 0–1     | 2–0 (efs) |

##### Ottendedelsfinaler
| Hold 1     | Samlet | Hold 2    | 1. kamp | 2. kamp |
| ---------- | ------ | --------- | ------- | ------- |
| Celta Vigo | 4–1    | Krasnodar | 2–1     | 2–0     |

##### Kvartfinaler
| Hold 1     | Samlet | Hold 2 | 1. kamp | 2. kamp |
| ---------- | ------ | ------ | ------- | ------- |
| Celta Vigo | 4–3    | Genk   | 3–2     | 1–1     |

##### Semifinaler
| Hold 1     | Samlet | Hold 2            | 1. kamp | 2. kamp |
| ---------- | ------ | ----------------- | ------- | ------- |
| Celta Vigo | 1–2    | Manchester United | 0–1     | 1–1     |

### UEFA Super Cup 2016
| 9. august 2016 20:45 CEST |

| Real Madrid                               | 3–2     | Sevilla                                |
| ----------------------------------------- | ------- | -------------------------------------- |
| Asensio 21' · Ramos 90+3' · Carvajal 119' | Rapport | Vázquez 41' · Konoplyanka 72' (str.) · |

| Lerkendal Stadion, Trondheim Tilskuere: 17.939 Dommer: Milorad Mažić (Serbien) |

### UEFA Women's Champions League 2016-17

#### Slutspil

##### Sekstendedelsfinaler
| Hold 1        | Samlet | Hold 2           | 1. kamp | 2. kamp   |
| ------------- | ------ | ---------------- | ------- | --------- |
| Athletic Club | 3–4    | Fortuna Hjørring | 2–1     | 1–3 (efs) |
| FC Minsk      | 1–5    | Barcelona        | 0–3     | 1–2       |

##### Ottendedelsfinaler
| Hold 1    | Samlet | Hold 2 | 1. kamp | 2. kamp |
| --------- | ------ | ------ | ------- | ------- |
| Barcelona | 5–0    | Twente | 1–0     | 4–0     |

##### Kvartfinaler
| Hold 1    | Samlet | Hold 2    | 1. kamp | 2. kamp |
| --------- | ------ | --------- | ------- | ------- |
| Rosengård | 0–3    | Barcelona | 0–1     | 0–2     |

##### Semifinaler
| Hold 1    | Samlet | Hold 2              | 1. kamp | 2. kamp |
| --------- | ------ | ------------------- | ------- | ------- |
| Barcelona | 1–5    | Paris Saint-Germain | 1–3     | 0–2     |

## Herrefodbold

### Ligasæson

#### La Liga
Skabelon:La Liga 2016-17

#### Segunda División
Skabelon:Segunda División 2016–17

##### Oprykningsplayoff
Segunda División playoff 2017

#### Segunda División B
| Gruppe 1                                     | Gruppe 2                                     | Gruppe 3                                     | Gruppe 4                                     |
| -------------------------------------------- | -------------------------------------------- | -------------------------------------------- | -------------------------------------------- |
| Skabelon:Segunda División B Gruppe 1 2016-17 | Skabelon:Segunda División B Gruppe 2 2016-17 | Skabelon:Segunda División B Gruppe 3 2016-17 | Skabelon:Segunda División B Gruppe 4 2016-17 |

##### Gruppevindernes playoff
Segunda División B playoff 2017
| Oprykket til Segunda División | Oprykket til Segunda División | Oprykket til Segunda División   | Oprykket til Segunda División |
| ----------------------------- | ----------------------------- | ------------------------------- | ----------------------------- |
| Albacete (Et år senere)       | Barcelona B (To år senere)    | Cultural Leonesa (42 år senere) | Lorca FC (For første gang)    |

### Pokalturneringer

#### Copa del Rey

##### Final
Copa del Rey finale 2017

#### Supercopa de España
| 14. august 2016 22:00 |

| Sevilla | 0–2     | Barcelona                     |
| ------- | ------- | ----------------------------- |
|         | Rapport | - L. Suárez 54' - Munir 81' · |

| Ramón Sánchez Pizjuán, Sevilla Tilskuere: 36.311 Dommer: Jesús Gil Manzano |

| 17. august 2016 23:00 |

| Barcelona                    | 3–0     | Sevilla |
| ---------------------------- | ------- | ------- |
| - Turan 10', 46' - Messi 55' | Rapport |         |

| Camp Nou, Barcelona Tilskuere: 71.803 Dommer: Alejandro José Hernández Hernández |

#### Copa Federación de España

##### Finale
| 30. marts 2017 19:15 |

| Fuenlabrada | 0–0    | Atlético Saguntino |
| ----------- | ------ | ------------------ |
|             | Report |                    |

| Fernando Torres Tilskuere: 2.250 Dommer: Patiño Álvarez |

| 6. april 2017 19:15 |

| Atlético Saguntino                         | 3–0    | Fuenlabrada |
| ------------------------------------------ | ------ | ----------- |
| Óscar López 18' · Gámez 38' · Néstor 90+3' | Report |             |

| Morvedre Tilskuere: 2.100 Dommer: García Gallegos |

## Kvindefodbold

### Ligasæson

#### Primera División
| Pos | Hold                | K  | V  | U | T  | M+ | M- | MF  | P  | Kvalifikation eller nedrykning                              |
| --- | ------------------- | -- | -- | - | -- | -- | -- | --- | -- | ----------------------------------------------------------- |
| 1   | Atlético Madrid     | 30 | 24 | 6 | 0  | 91 | 17 | +74 | 78 | Kvalifikation til UEFA Champions League og Copa de la Reina |
| 2   | Barcelona           | 30 | 24 | 3 | 3  | 98 | 13 | +85 | 75 | Kvalifikation til UEFA Champions League og Copa de la Reina |
| 3   | Valencia            | 30 | 20 | 8 | 2  | 69 | 11 | +58 | 68 | Kvalifikation til Copa de la Reina                          |
| 4   | Levante             | 30 | 18 | 3 | 9  | 53 | 49 | +4  | 57 | Kvalifikation til Copa de la Reina                          |
| 5   | Athletic Club       | 30 | 16 | 5 | 9  | 64 | 44 | +20 | 53 | Kvalifikation til Copa de la Reina                          |
| 6   | Granadilla Tenerife | 30 | 13 | 7 | 10 | 53 | 41 | +12 | 46 | Kvalifikation til Copa de la Reina                          |
| 7   | Rayo Vallecano      | 30 | 14 | 1 | 15 | 49 | 53 | −4  | 43 | Kvalifikation til Copa de la Reina                          |
| 8   | Real Sociedad       | 30 | 12 | 6 | 12 | 44 | 34 | +10 | 42 | Kvalifikation til Copa de la Reina                          |
| 9   | Santa Teresa        | 30 | 10 | 6 | 14 | 28 | 46 | −18 | 36 |                                                             |
| 10  | Sporting Huelva     | 30 | 9  | 8 | 13 | 47 | 56 | −9  | 35 |                                                             |
| 11  | Real Betis          | 30 | 10 | 4 | 16 | 36 | 51 | −15 | 34 |                                                             |
| 12  | Zaragoza            | 30 | 8  | 8 | 14 | 31 | 65 | −34 | 32 |                                                             |
| 13  | Espanyol            | 30 | 5  | 8 | 17 | 30 | 60 | −30 | 23 |                                                             |
| 14  | Fundación Albacete  | 30 | 5  | 5 | 20 | 37 | 76 | −39 | 20 |                                                             |
| 15  | Oiartzun            | 30 | 4  | 6 | 20 | 23 | 74 | −51 | 18 | Nedrykning til Segunda División                             |
| 16  | Tacuense            | 30 | 3  | 6 | 21 | 22 | 85 | −63 | 15 | Nedrykning til Segunda División                             |

#### Segunda División

##### Gruppe af fire hold til oprykningGroup
|  | Semifinaler       | Semifinaler  | Semifinaler | Semifinaler |                |   | Finale | Finale | Finale | Finale |
|  |                   |              |             |             |                |   |        |        |        |        |
|  |                   |              |             |             |                |   |        |        |        |        |
|  |                   |              |             |             |                |   |        |        |        |        |
|  | Sevilla FC        | 4            | 3           | 7           |                |   |        |        |        |        |
|  | Sevilla FC        | 4            | 3           | 7           |                |   |        |        |        |        |
|  | SD San Ignacio    | 1            | 3           | 4           |                |   |        |        |        |        |
|  | SD San Ignacio    | 1            | 3           | 4           | Sevilla FC (u) | 2 | 2      | 4      |        |        |
|  |                   |              |             |             | Sevilla FC (u) | 2 | 2      | 4      |        |        |
|  |                   | CD Femarguín | 1           | 3           | 4              |   |        |        |        |        |
|  | Oviedo Moderno CF | CD Femarguín | 1           | 3           | 4              | 1 | 0      | 1      |        |        |
|  | Oviedo Moderno CF |              |             |             |                | 1 | 0      | 1      |        |        |
|  | CD Femarguín      | 1            | 5           | 6           |                |   |        |        |        |        |
|  | CD Femarguín      | 1            | 5           | 6           |                |   |        |        |        |        |

##### Gruppe af tre hold til oprykning
Segunda División 2016–17 (kvinder)

### Pokalturneringer

#### Copa de la Reina
| 18. juni 2017 11:30 |

| FC Barcelona                                  | 4–1 | Atlético Madrid |
| --------------------------------------------- | --- | --------------- |
| Hermoso 41', 49' · Putellas 70' · Bonmatí 83' |     | Bermúdez 58' ·  |

| La Ciudad del Fútbol, Las Rozas Dommer: Francisco José Hernández Maeso |